# Acritoparamys
Acritoparamys és un gènere de rosegador extint de la família dels isquiròmids que visqué durant el Paleocè i l'Eocè. Se n'han trobat restes fòssils a Colorado, Wyoming, Califòrnia i Mississipi (Estats Units), així com a la Xina.